# Johann Georg von Merckelbach

Johann Georg von Merckelbach in Anselm van Hulle: Les hommes illustres qui ont vécu dans le XVII. siecle: les principaux potentats.., 1717.

Johann Georg von Merckelbach (* um 1609 in Speyer; † Dezember 1680 vermutlich in Durlach) war Hofrat in der Markgrafschaft Baden-Durlach.

## Familie
Merckelbach stammt aus dem deutsch-niederländischen Adelsgeschlecht der Merckelbach. Sein Vater Thomas von Merckelbach war Assessor am Reichskammergericht in Speyer und seit 1608 mit Barbara Erhard verheiratet. Merckelbach wurde als erstes Kind dieses Ehepaares um 1609 geboren. 1660 heiratete er Freifrau Anna Maria von (der) Kula (1632–1670). Aus dieser Ehe gingen sieben Kinder hervor.

## Politische Karriere
Nach Studien in Marburg, Helmstedt, Altdorf und Straßburg trat er in die Dienste der Markgrafen von Baden-Durlach ein und nahm als Baden-Durlachischer Gesandter an den Verhandlungen zum Westfälischen Frieden von Münster und Osnabrück teil. In Anerkennung seiner Verdienste übertrug ihm Markgraf Friedrich V. von Baden-Durlach im Jahre 1651 die Herrschaft über Badenweiler als Oberamtmann. 1653 begleitete er den Markgrafen zum Reichstag nach Regensburg. Unter Markgraf Friedrich VI. wird er 1669 zusätzlich Oberamtmann der Herrschaft Rötteln. Markgraf Friedrich Magnus ernannte ihn am 1. Februar 1680 zum Hofrat. Im gleichen Jahr starb er.